# ژان مقدس (نمایش‌نامه)
ژاندارک (به انگلیسی: Saint Joan) نمایشنامه‌ای است در هفت صحنه از جرج برنارد شاو دربارهٔ زندگی ژان دارک.
مایکل هالود این نمایش را «تراژدی بدون اشرار» و همچنین «تنها تراژدی» شاو توصیف کرده‌است. جان فیلدن بیشتر دربارهٔ مناسب بودن توصیف سنت جوان به عنوان یک فاجعه بحث کرده‌است.
متن نمایشنامه منتشر شده شامل پیشگفتاری طولانی از شاو است.

## به فارسی
محمود حیدریان ترجمه‌ای از این نمایشنامه به فارسی دارد که به غلامحسین ساعدی تقدیم شده‌است.